# 29e parallèle nord
Pour les articles homonymes, voir 29e parallèle.
En géographie, le 29e parallèle nord est le parallèle joignant les points de la surface de la Terre dont la latitude est égale à 29° nord.

## Géographie

### Dimensions
Dans le système géodésique WGS 84, au niveau de 29° de latitude nord, un degré de longitude équivaut à 97,439 km ; la longueur totale du parallèle est donc de 35 078 km, soit environ  87,5% de celle de l'équateur. Il en est distant de 3 209 km et du pôle Nord de 6 793 km,.
Comme tous les autres parallèles à part l'équateur, le 29e parallèle nord n'est pas un grand cercle et n'est donc pas la plus courte distance entre deux points, même situés à la même latitude. Par exemple, en suivant le parallèle, la distance parcourue entre deux points de longitude opposée est 17 539 km ; en suivant un grand cercle (qui passe alors par le pôle nord), elle n'est que de 13 586 km.

### Durée du jour
À cette latitude, le soleil est visible pendant 14 heures exactement au solstice d'été, et 10 heures et 17 minutes au solstice d'hiver.

### Régions traversées
Pays traversés
 Mexique (au niveau de l'île Guadalupe et de l'état de Basse-Californie, Sonora et Chihuahua)
 États-Unis (au niveau de Texas sur 17 km)
 Mexique (État de Coahuila)
 États-Unis (Texas, Louisane et Floride)
 Espagne (au niveau de l'île de de Lanzarote)
 Maroc
 Algérie
 Libye
 Égypte
 Arabie Saoudite
 Koweït
 Iran
 Pakistan (provinces du Baloutchistan et du Pendjab)
 Inde (états du Rajasthan, du Haryana, de l'Uttar Pradesh et de l'Uttarakhand)
 Népal
 Chine (province du Tibet)
 Inde (état de Arunachal Pradesh, revendiquée par la  Chine)
 Chine (province du Tibet, sur 12 km)
 Inde (état de Arunachal Pradesh sur 17km, revendiquée par la  Chine)
 Chine